# (37358) 2001 UM10
2001 يو أم 10 (ويعرف أيضًا باسم (37358) 2001 يو أم 10 وفق تسمية الكوكب الصغير) (بالإنجليزية: 2001 UM10)‏ هو كويكب ضمن حزام الكويكبات؛ وترتيبه 37358 من حيث الاكتشاف.
اكتُشف هذا الجُرم الفلكي بواسطة William Kwong Yu Yeung ‏ في 18 أكتوبر 2001.

## وصلات خارجية
- (37358) 2001 UM10 في قاعدة بيانات مختبر الدفع النفاث لأجرام النظام الشمسي الصغيرة

- الاكتشاف · مخطط المدار ·  العناصر المدارية · المعلمات المادية

- (37358) 2001 UM10 على موقع ويكي سكاي: DSS2, SDSS, GALEX, IRAS, Hydrogen α, X-Ray, Astrophoto, Sky Map, Articles and images